# Астеропей
Астеропей (др.-греч. Ἀστεροπαῖος) — персонаж древнегреческой мифологии. Сын Пелегона, внук Аксия. Вождь пеонийцев, один из союзников Трои. Сумел легко ранить Ахилла, но был им убит. Упоминается у Нонна как пример убитого врага.